# The Cab
The Cab is een Amerikaanse rockband uit Las Vegas (Nevada). Hun debuutalbum Whisper War werd uitgebracht op 29 april 2008. Ze werden door het tijdschrift Alternative Press «The Band You Need to Know in 2008» genoemd. Ze waren ook te zien in de «100 Bands You Need to Know in 2010» door het tijdschrift en waren een van de drie bands die op de voorpagina stonden, samen met Never Shout Never en Hey Monday. Hun tweede album Symphony Soldier werd uitgebracht op 23 augustus 2011 met hun eerste single Bad, uitgebracht op iTunes op 11 juli 2011 en aangekondigd door de band op 18 juli. The Cab financierde het hele album zelf, verlieten het label Fueled by Ramen/Decaydance en brachten in eigen beheer Symphony Soldier uit. AbsolutePunk gaf een zeer positieve recensie met een score van 95% en noemde het album een meesterwerk. De pre-orders in de webwinkel van de band bevatten elf pakketten, variërend van $ 10 tot $ 9.999. Symphony Soldier is digitaal beschikbaar op iTunes en alleen verkrijgbaar als fysieke cd's in de webwinkel van de band. Het nieuwste werk Lock Me Up EP werd uitgebracht op 29 april 2014.

## Bezetting
Huidige bezetting
- Alexander DeLeon (leadzang, 2004–heden; piano, 2014–heden)
- Joey Thunder (basgitaar, 2009–heden)
- Chantry Johnson (leadgitaar, achtergrondzang, cello, 2012–heden; ritmegitaar, 2014–heden)
- Dave Briggs (drums, percussie, 2011–heden)

Voormalige leden
- Alex T. Marshall (ritmegitaar, piano, achtergrondzang, 2004–2014)
- Alex Johnson (drums, percussie, 2005–2011)
- Bryan Dawson (leadgitaar, 2009–2010)
- Cash Colligan (basgitaar, achtergrondzang, 2004–2009)
- Paul Garcia (leadgitaar, 2005–2007)
- Ian Crawford (leadgitaar, achtergrondzang, 2007–2009)

## Geschiedenis

### 2004-2007: Formatie en vroege jaren
Bandleden Alexander DeLeon en Cash Colligan begonnen voor het eerst samen muziek te spelen op de Liberty High School (Henderson (Nevada)) en namen als duo demo's op die ze op hun MySpace-pagina plaatsten. Op dit moment ging toekomstige gitarist Ian Crawford naar school in Auburn (Washington) en begon hij gitaar te spelen in talentenjachten, die hij plaatste op YouTube. DeLeon vroeg drummer Alex Johnson, die in een lokale hardcoreband speelde, om lid te worden van The Cab. Eind 2005 werd het een volledige band met gitarist Paul Garcia, gitarist/pianist Alex Marshall en drummer Alex Johnson en speelde zijn eerste show in The Alley in Las Vegas. De band tekende in januari 2006 bij het lokale label Olympus Records, maar bracht geen materiaal uit. Na een demo gegeven te hebben aan Spencer Smith en Jon Walker van Panic! at the Disco tijdens een Cobra Starship/Boys Like Girls/Cartel show, hielp Smith hen in mei 2007 bij Decaydance Records te tekenen. Kort daarna studeerden de bandleden af van de middelbare school. Gedurende deze tijd besloten ze Garcia te vervangen door Ian Crawford, die uit Washington D.C. verhuisde om zich bij de band aan te sluiten.

### 2007-2008: beroemd worden
Het tijdschrift Blender noemde ze in september 2007 nummer 420 in hun Top 100 Hot Report, voordat ze officieel materiaal uitbrachten. De band heeft getoerd met Panic! at the Disco, We the Kings, Metro Station, The Higher, Cobra Starship, There For Tomorrow, Jessica Poland, Forever the Sickest Kids, Dashboard Confessional, Plain White T's, The Hush Sound en anderen. In februari 2008 werd hun touringcar omgekanteld in Wisconsin, maar geen van de leden raakte ernstig gewond en ze misten slechts één tourneedatum. In maart 2008 speelde de band op SXSW.

### 2008:Whisper War
Hun door Matt Squire geproduceerde eerste album Whisper War werd uitgebracht op 29 april 2008, met Brendon Urie van Panic! at the Disco en Patrick Stump van Fall Out Boy op One of That's Nights, mede geschreven door Stump en de eerste single van de cd. De video voor One of That's Nights bevat leden van Panic! at the Disco en Pete Wentz en Patrick Stump van Fall Out Boy. Op 15 februari 2008 ontving het uitgelichte nummer van het album I'll Run meer dan 300.000 hits op de MySpace-pagina van de band. Op 30 oktober werd hun derde single Bounce onthuld in een nieuwe videoclip op de Fueled by Ramen-pagina op YouTube. Dit nummer piekte in #69 op de ter ziele gegane Amerikaanse Billboard Pop 100 hitlijst. Op 7 mei 2008 debuteerde Whisper War in de Amerikaanse Billboard 200 op #108 en plaatste zich op #1 in de Billboard Heatseekers Albums-hitlijst voor nieuwe en zich ontwikkelende artiesten.
The Cab begon de "Dance Across the Country Tour" met The Hush Sound, Steel Train en The Morning Light op 7 juli in Pittsburgh, Pennsylvania. Hey Monday opende voor hen in The Culture Room in Zuid-Florida. De "Why So Serious? Tour" begon in september met steun van This Providence, Hey Monday en A Rocket To The Moon. In oktober sloten ze zich ook aan bij Panic! at the Disco, Dashboard Confessional en de Plain White T's op de Rock Band Live-tournee. Hun nummers Bounce en One of That's Nights zijn te horen als downloadbare nummers in Rock Band 2, hoewel One of Those Nights een meer alternatieve versie is dan die van Whisper War.
The Cab is verschenen op Punk Goes Pop 2 met Disturbia van Rihanna. In februari en maart 2009 toerde de band met We the Kings, There for Tomorrow en Versaemerge op de "Secret Valentine Tour". Op 1 mei 2009 speelde de band een geheel optreden, opgedragen aan Queen. Na een korte onderbreking toerde ze met We the Kings, Forever the Sickest Kids, Nevershoutnever! en Mercy Mercedes tijdens de "Bamboozle Road Show Tour". Kort daarna kondigde de band hun eerste nationale headliner-tournee de What Happens in Vegas ...-tour aan met steun van The Secret Handshake, A Rocket to the Moon, Eye Alaska, Anarbor, The Summer Set en My Favorite Highway. De tournee begon op 18 juni en eindigde op 9 augustus.

### 2009-2012:Symphony Soldieren bezettingswijzigingen
Op 1 juni 2009 kondigde zanger Alexander DeLeon op zijn blog aan dat gitarist Ian Crawford had besloten de band te verlaten. Hoewel DeLeon wel zei dat Crawford vanwege creatieve verschillen had besloten te vertrekken, leek er geen vijandigheid te bestaan tussen hem en de band. Voor hun toen aanstaande What Happens in Vegas ... tour, kondigde The Cab aan dat hun vriend Bryan Dawson Ian Crawford zou vervangen, die al snel de toergitarist van Panic! at the Disco werd.
Op 19 augustus 2009 kondigde bassist Cash Colligan aan dat hij ook de band zou verlaten. Het nieuws over de breuk met Colligan verscheen voor het eerst op de officiële MySpace-blog van The Cab. Colligans vertrek leek, net als dat van Crawford, vriendschappelijk te zijn. Op dezelfde dag plaatste Colligan zijn eigen verklaring voor het verlaten van de band op zijn officiële MySpace-blog. Colligan zei verder dat hij zich in Las Vegas zou vestigen en dat dit nu niet het juiste moment was om op tournee te gaan.
In een weblog die DeLeon plaatste nadat Cash besloot de band te verlaten, bedankte hij iedereen voor de oneindige steun. Ze kondigden aan dat ze te horen zouden zijn in de "Alternative Press Tour 2010" en de Warped Tour 2010. Op 16 januari 2010 kondigde Alex DeLeon via Twitter aan dat Bryan Dawson vader zou worden. Dawson bevestigde later zijn vertrek uit de band. Een dag later kondigde Alex DeLeon aan dat The Cab op zoek was naar een nieuwe gitarist. In de zomer van 2010 kreeg de band de nieuwe gitarist en cellist Chantry Johnson. Ze waren onlangs te horen in The Real World.
The Cab was op de "Ap Tour" in maart-mei 2010. Ze speelden nummers van Whisper War en zongen ook het nummer Locked Up van hun onlangs uitgebrachte album. Op 5 maart plaatste DeLeon op zijn Twitter-account dat ze die avond gingen optreden op het Las Vegas House of Blues-podium. Later die avond stond hij op het podium met de nieuwe band Play for Keeps van voormalig The Cab-bassist Cash Colligan. DeLeon zong live gastvocalen op het Play for Keeps-nummer Just Like the Movies, waar normaal Travis Clark van We the Kings op de opname zingt. Op 22 juni 2011 kondigde The Cab op hun website aan dat ze zouden vertrekken bij hun label Fueled by Ramen en Decaydance Records voordat ze uiteindelijk hun nieuwe album Symphony Soldier zouden uitbrengen. De eerste single Bad van het album debuteerde bij Sirius XM Radio.
Symphony Soldier is uitgebracht op 23 augustus 2011 met de eerste single Bad, die begin juli op iTunes werd uitgebracht en op 18 juli door de band werd aangekondigd. AbsolutePunk gaf een uiterst positieve recensie en noemde het album een meesterwerk. De voormalige The Cab-gitarist Ian Crawford speelde gitaar voor het album. Het bevat verschillende gastartiesten die samen schreven, waaronder Pete Wentz, Bruno Mars en Adam Levine. In augustus 2011 haalde The Cab een tweede gitarist Frank Sidoris en drummer Dave Briggs. De band toerde in het najaar van 2011 met Simple Plan, Forever The Sickest Kids en Marianas Trench. De band was de co-headliner van de tournee "Everything's Fine Symphony Soldier" in januari en februari 2012 met beste vrienden The Summer Set, met ondersteunende acts He Is We, Days Difference en Paradise Fears. De band was ook co-headliner van een tournee met Parachute in de zomer van 2012. Op 20 juni 2012 kondigden ze aan dat ze Maroon 5 zouden steunen tijdens de "Overexposed World Tour", die van september tot oktober zou plaatsvinden. Ze bezochten Zuid-Korea, de Filipijnen, Indonesië, Maleisië, Thailand, China, Japan, Taiwan en Australië. Diezelfde zomer kondigde Sidoris zijn voornemen aan om de band te verlaten en zich aan te sluiten bij Slash' nieuwe band Slash met Myles Kennedy en The Conspirators.

### 2012-heden: derde studioalbum enLock Me Up
Na meer dan een jaar onafhankelijk te zijn gebleven, kondigde The Cab op 31 augustus 2012 aan dat ze een platencontract hadden getekend met Universal Republic. Met de ondertekening bij het platenlabel eind 2012 verklaarde de band tijdens een interview dat ze begonnen zijn met werken aan hun nieuwe album, dat medio 2014 uitkomt. De ep Lock Me Up werd uitgebracht op 29 april 2014. Op 25 april 2014 kondigde Alex Marshall aan dat hij afscheid had genomen van The Cab via hun officiële Facebook-pagina. Op 31 oktober 2015 kondigde Alexander DeLeon aan dat hij op 13 november 2015 de nieuwe single Guns and Roses zou uitbrengen als soloartiest onder de naam Bohnes. In een interview met All Access bevestigde DeLeon dat de band momenteel een pauze neemt terwijl hij als soloartiest werkt. DeLeon liet doorschemeren dat er in de toekomst een mogelijke terugkeer voor The Cab zou kunnen zijn.

## Stijl
De muziekstijl van de Cab is beschreven als poprock, poppunk, alternatieve rock, emopop, powerpop en pop. De ep Lock Me Up van de band vertrok van de eerdere poppunk en alternatieve rockgeluiden van de band, ten gunste van pop, r&b en electropop.

## Discografie

### Studioalbums
- 2008: Whisper War (download/cd, Decaydance, Fueled by Ramen)
- 2011: Symphony Soldier (download, Decaydance, Fueled by Ramen)

### Ep's
- 2006: Drunk Love (cd/download, Independent)
- 2006: Glitz and Glamour (cd/download, Independent)
- 2009: The Lady Luck EP (cd/download, Decaydance, Fueled by Ramen)
- 2014: Lock Me Up (cd/download)